# Đường cao tốc S17 (Ba Lan)
Đường cao tốc S17 (tiếng Ba Lan Droga ekspresowa S17) là một con đường quan trọng trong Ba Lan mà khi hoàn thành, sẽ trải dài từ Warsaw, thông qua Lublin, đến biên giới với Ukraine tại Hrebenne / Rava-Ruska. Tuyến đường của nó chạy song song với Quốc lộ 17 (DK 17) mà nó sẽ thay thế. Tính đến tháng 11 năm 2014, 90 km (56 mi) đường, trong tổng số 310 km (190 mi) đường trong kế hoạch, đã được hoàn thành. Đây là ba phần riêng biệt tạo thành đường vòng của Garwolin, Lublin và Hrebenne. Đoạn đường đông đúc hơn của con đường giữa Warsaw và Lublin sẽ được hoàn thành vào năm 2015, nhưng với việc giảm ngân sách của chính phủ cho cơ sở hạ tầng, việc hoàn thành đã bị trì hoãn. Nó đã được đưa ra đấu thầu vào tháng 9 năm 2013 và các nhà thầu vẫn đang được chọn cho một dự án thiết kế- xây dựng, với việc xây dựng bắt đầu vào khoảng năm 2016. Con đường phía đông nam của Lublin có mật độ giao thông thấp hơn và không có khả năng hoàn thành trước năm 2020, ngoại trừ các đoạn ngắn đóng vai trò là đường tránh thành phố. Theo một tài liệu phác thảo sự phát triển cơ sở hạ tầng giao thông trong tương lai do chính phủ Ba Lan ban hành vào tháng 8 năm 2014, con đường sẽ hoàn thành vào năm 2021.

## Đường vòng Lublin
Vào tháng 12 năm 2009, quá trình đấu thầu đã được bắt đầu cho các hợp đồng xây dựng đoạn 66 km (41 mi) đường quanh Lublin, từ Kurów đến Piaski, bao gồm đường tránh đông-tây của thành phố. Việc xây dựng đoạn đường này bắt đầu vào năm 2010, với 13 km đường đầu tiên được mở cửa cho giao thông vào cuối năm 2012  và phần còn lại vào năm 2014. Trên phần này, đường S17 nhập lại với đường S12.

## Đường S17 tại Warsaw

Đường S17 tại Warsaw

Tại Warsaw, đường cao tốc S17 sẽ đóng vai trò là đường tránh phía đông của thành phố (Wschodnia Obwodnica Warszawy). Thời gian xây dựng chưa được xác định và sẽ phụ thuộc vào các quyết định ngân sách của chính phủ.

## Các phần của đường cao tốc
| Đoạn đường cao tốc              | Chiều dài | Xây dựng | chú thích                                                      |
| ------------------------------- | --------- | -------- | -------------------------------------------------------------- |
| Đường tránh Garwolin            | 12,8 km   | 2007     |                                                                |
| Tây Kurów - Jastków             | 24,7 km   | 2013     | nhập lại với S12                                               |
| Jastków - Lublin Sławinek       | 7,7 km    | 2014     | nhập lại với S12                                               |
| Lublin Sławinek - Lublin Rudnik | 10,2 km   | 2014     | nhập lại với S12 và S19, tạo thành đường vòng Lublin           |
| Lublin Rudnik - Lublin Felin    | 12,8 km   | 2014     | nhập lại với S12, tạo thành đường vòng Lublin                  |
| Lublin Felin - Piaski           | 13,8 km   | 2012     | nhập lại với S12, được mở dưới dạng đường cao tốc vào năm 2013 |
| Đường tránh Piaski              | 4,2 km    | 2004     | nhập lại với S12, được mở dưới dạng đường cao tốc vào năm 2013 |
| Đường tránh Hrebenne            | 2,0 km    | 2008     | đường đơn, không được phân loại là đường cao tốc               |